# Onda longitudinal
Las ondas longitudinales son aquellas ondas en las que la oscilación de la propiedad física que genera la onda (posición, presión, etc.) ocurre en la misma dirección que el desplazamiento de la onda.

## Introducción

Representación de la propagación de una onda (no longitudinal) en un reticulado de 2 dimensiones.

Onda de presión.

Las ondas longitudinales  también se llaman ondas de compresión u ondas de compresibilidad, ya que producen compresión y rarefacción cuando viajan a través de un medio, y las ondas de presión producen aumentos y disminuciones en la presión.
La primera figura ilustra el caso de una onda sonora. Si el centro de la figura es un foco puntual generador de la onda, los frentes de onda se desplazan alejándose del foco, transmitiendo el sonido a través del medio de propagación, como el aire.
Por otra parte, cada partícula de un frente de onda cualquier oscila en dirección de la propagación, inicialmente es empujada en la dirección de propagación por efecto del incremento de presión provocado por el foco, retornando a su posición anterior por efecto de la disminución de presión provocada por su desplazamiento. De esta manera, las consecutivas capas de aire (frentes) se empujan unas a otras transmitiendo el sonido, y por esa razón las ondas sonoras son ondas longitudinales, y necesitan de un medio material para desplazarse (sólido, líquido o gas).
El otro tipo principal de onda es la onda transversal, en la que los desplazamientos a través del medio son en ángulo recto hacia la dirección de propagación. Algunas ondas transversales son mecánicas, lo que significa que la onda necesita un medio por donde viajar. Las ondas mecánicas transversales también se llaman "ondas T" u "ondas de corte".

## Ejemplo de ondas longitudinales
Se incluye en el concepto de onda longitudinal: las ondas de sonido (vibraciones en la presión, desplazamiento de partículas y velocidad de las partículas propagada en un medio elástico) y las ondas sísmicas de tipo P (creadas por los terremotos y explosiones).
En las ondas longitudinales, el desplazamiento del medio es paralelo a la propagación de la onda, lo que significa que una onda que se propaga en la longitud de un muelle, donde la distancia entre los bucles aumenta y disminuye, es una buena visualización. Las ondas de sonido en el aire son ondas de presión longitudinales.

### Onda de sonido
En el caso de las ondas de sonido longitudinales armónicas, las relaciones entre el desplazamiento, el tiempo y la frecuencia pueden describirse con la fórmula
{\displaystyle y(x,t)=A_{0}cos(\omega (t-{\frac {x}{c}}))}
donde:
- "y" representa el desplazamiento del punto en la onda de sonido en movimiento;
- "x" representa la distancia que este punto ha recorrido desde la fuente de la onda;
- "t" representa el tiempo transcurrido;
- "A0" representa la amplitud de las oscilaciones,
- "c" representa la velocidad de la onda;
- "ω " representa la frecuencia angular de la onda.

La cantidad x / c es el tiempo que tarda la onda en recorrer la distancia x.
La frecuencia ordinaria de la onda (f) es dada por:
{\displaystyle f={\frac {\omega }{2\pi }}}
La longitud de onda, que se puede calcular como la relación entre la velocidad y la frecuencia ordinaria:
{\displaystyle \lambda ={\frac {c}{f}}}
Es la distancia entre dos puntos consecutivos a lo largo del eje de la propagación que presentan la misma presión.
Para las ondas de sonido, la amplitud de la onda es la diferencia entre la presión del aire que no ha sido alterado y la máxima presión causada por la onda.
La velocidad de propagación del sonido depende del tipo, temperatura y composición del medio a través del cual se propaga.

### Ondas de presión
En un medio elástico con una determinada rigidez, una oscilación armónica de una onda de presión tiene la forma:
{\displaystyle u(x,t)=u_{0}cos(kx-\omega t+\varphi )}
donde:
- u0 es la amplitud del desplazamiento,
- k es el número de onda,
- x es la distancia a lo largo del axis de propagación,
- ω es la frecuencia angular,
- t es el tiempo
- φ es la diferencia de fase.

La fuerza de restauración, que actúa devolviendo el medio a su posición original, es dada por el módulo de compresibilidad.

## Electromagnetismo
Las ecuaciones de Maxwell llevan a la predicción de las ondas electromagnéticas en el vacío, que son transversales (donde los campos eléctricos y los campos magnéticos varían perpendicularmente en la dirección de propagación). Sin embargo, las ondas pueden existir en plasmas o espacios confinados, llamadas así ondas de plasma, que pueden ser longitudinales, transversales, o una mezcla de las dos. Además, las ondas de plasma también pueden existir en los campos magnéticos que estén libres de fuerzas.
En los inicios del desarrollo del electromagnetismo, había algunos científicos como Alexandru Proca (1897-1955), conocido por el desarrollo de las ecuaciones de los campos cuánticos relativos que llevan su nombre (ecuaciones de Proca) hasta los masivos.
En las últimas décadas, algunos teóricos electromagnéticas extendidos, como Jean-Pierre Vigier y Bo Lehnert de la Real Sociedad Sueca, han utilizado la ecuación de Proca en un intento de demostrar la masa del fotón como un componente electromagnético longitudinal de las ecuaciones de Maxwell, lo que sugiere que las ondas electromagnéticas longitudinales podrían existir en un vacío Dirac polarizado.
Tras varios intentos de Heaviside para generalizar las ecuaciones de Maxwell, Heaviside llegó a la conclusión de que las ondas electromagnéticas no se encuentran en forma de ondas longitudinales en el "espacio libre" o en medios homogéneos. Pero las ecuaciones de Maxwell conducen a la aparición de ondas longitudinales en algunas circunstancias, por ejemplo, en ondas de plasma o en ondas guiadas. Diferente básicamente de las ondas de "espacio libre", como estudió Hertz en sus experimentos UHF, son las ondas Zenneck. Los modos longitudinales de una cavidad resonante son los patrones de ondas estacionarias particulares formados por las ondas confinadas dentro de una cavidad. Entonces, los modos longitudinales se corresponden a las longitudes de onda de la onda que se refuerzan por interferencia constructiva después de muchos reflejos de las superficies reflectantes de la cavidad.
Recientemente, Haifeng Wang junto con otros científicos ha propuesto un método que puede generar una onda longitudinal electromagnética (luz) en el espacio libre, y esta onda se puede propagar sin divergencias.

## Otras lecturas
- Varadan, V. K., and Vasundara V. Varadan, "Elastic wave scattering and propagation". Attenuation due to scattering of ultrasonic compressional waves in granular media - A.J. Devaney, H. Levine, and T. Plona. Ann Arbor, Mich., Ann Arbor Science, 1982.
- Schaaf, John van der, Jaap C. Schouten, and Cor M. van den Bleek, "Experimental Observation of Pressure Waves in Gas-Solids Fluidized Beds". American Institute of Chemical Engineers. New York, N.Y., 1997.
- Krishan, S, and A A Selim, "Generation of transverse waves by non-linear wave-wave interaction". Department of Physics, University of Alberta, Edmonton, Canada.
- Barrow, W. L., "Transmission of electromagnetic waves in hollow tubes of metal", Proc. IRE, vol. 24, pp. 1298–1398, October 1936.
- Russell, Dan, "Longitudinal and Transverse Wave Motion". Acoustics Animations, Pennsylvania State University, Graduate Program in Acoustics.
- Longitudinal Waves, with animations "The Physics Classroom"